# BK Häcken (féminines)
Pour le club masculin, voir BK Häcken.
Maillots
Actualités
Le BK Häcken, anciennement Kopparbergs/Göteborg FC, est un club féminin de football suédois fondé en 1970 et basé à Göteborg.

## Histoire
Le Landvetter IF est fondé en 1970, en 1999 le nom devient Kopparbergs/Landvetter IF, la brasserie Kopparberg devenant le sponsor principal du club.
En 1996, le club monte en première division suédoise.
L'équipe atteint la finale de la Coupe de Suède de football féminin en 2002, perdue 3-0 contre l'Umeå IK.

Ancien logo du Kopparbergs/Göteborg FC.

En 2004, le club basé à Landvetter, dans la banlieue de Göteborg, déménage dans la ville même et change donc son nom en Kopparbergs/Göteborg FC.
Le Kopparbergs/Göteborg FC termine à la deuxième place du championnat de Suède en 2010, ce qui lui permet de participer pour la première fois à une compétition européenne, la Ligue des champions féminine de l'UEFA 2011-2012.
En 2011, le club remporte son premier titre, la Coupe de Suède et réitère la saison suivante. En 2019, Kopparbergs/Göteborg FC gagne la coupe pour la troisième fois et en 2020 remporte son premier titre de champion de Suède.
Le 29 décembre 2020, le club annonce sur son site officiel la disparition de son équipe fanion. La presse révèle que la raison principale de ce retrait de l'équipe première serait le désengagement du sponsor principal et propriétaire du club, Kopparberg. Trois jours plus tard, le club annonce avoir trouvé de nouveaux investisseurs, et s'alignera finalement pour la saison 2021 de Damallsvenskan et la Ligue des Champions 2021-2022 pour laquelle le club est d'ores et déjà qualifié. Le 28 janvier 2021, le club annonce finalement sa reprise par le BK Häcken et change ainsi de nom.
En 2024, le club est éliminé en demi-finale de coupe de Suède, échouant à atteindre la finale pour la première fois depuis cinq ans. En championnat par contre, Häcken termine vice-champion comme chaque saison depuis son titre de 2020.

## Palmarès
- Championnat de Suède
  - Champion en 2020
  - Vice-champion en 2010, 2011, 2018, 2019, 2021, 2022, 2023 et 2024.
- Coupe de Suède
  - Vainqueur en 2011, 2012, 2019 et 2021.
  - Finaliste en 2002, 2022 et 2023.
- Supercoupe de Suède
  - Vainqueur en 2013.
  - Finaliste en 2012.

## Parcours européen
| Saison    | Tour                      | Adversaire          | Aller | Retour | Score total |
| --------- | ------------------------- | ------------------- | ----- | ------ | ----------- |
| 2021-2022 | 2e tour de qualifications | Vålerenga FD        | 1 - 3 | 3 - 2  | 6 - 3       |
| 2021-2022 | Phase de groupes          | Olympique lyonnais  | 0 - 3 | 4 - 0  | 4e (3 pts)  |
| 2021-2022 | Phase de groupes          | Bayern Munich       | 4 - 0 | 1 - 5  | 4e (3 pts)  |
| 2021-2022 | Phase de groupes          | Benfica Lisbonne    | 0 - 1 | 1 - 2  | 4e (3 pts)  |
| 2022-2023 | 2e tour de qualifications | Paris Saint-Germain | 2 - 1 | 0 - 2  | 1 - 4       |
| 2023-2024 | 2e tour de qualifications | FC Twente           | 2 - 2 | 1 - 2  | 4 - 3       |
| 2023-2024 | Phase de groupes          | Paris FC            | 1 - 2 | 0 - 0  | 2e (11 pts) |
| 2023-2024 | Phase de groupes          | Real Madrid         | 2 - 1 | 0 - 1  | 2e (11 pts) |
| 2023-2024 | Phase de groupes          | Chelsea             | 0 - 0 | 1 - 3  | 2e (11 pts) |
| 2023-2024 | 1/4 de finale             | Paris Saint-Germain | 1 - 2 |        |             |